# Jean Rosso
Jean Pierre Rosso Génova (Montevideo, Uruguay; 7 de abril de 1997) es un futbolista uruguayo. Juega de lateral derecho y su equipo actual es el Sarmiento de Junín de la Primera División de Argentina.

## Trayectoria
Rosso se formó en las inferiores del Liverpool de Montevideo, y fue promovido al primer equipo en 2017. Formó parte del plantel campeón del Torneo Intermedio 2019, el Torneo Clausura 2020 y la Supercopa Uruguaya 2020.
El 4 de enero de 2022, Rosso fichó en el Sarmiento de Junín de la Primera División de Argentina.
El 26 de enero de 2024, Rosso acordó su retorno a Liverpool, vigente campeón uruguayo.

## Estadísticas
Actualizado al último partido disputado el 28 de abril de 2023.
| Club                    | Div.          | Temporada     | Liga  | Liga  | Copas nacionales | Copas nacionales | Copas internacionales | Copas internacionales | Total | Total |
| Club                    | Div.          | Temporada     | Part. | Goles | Part.            | Goles            | Part.                 | Goles                 | Part. | Goles |
| ----------------------- | ------------- | ------------- | ----- | ----- | ---------------- | ---------------- | --------------------- | --------------------- | ----- | ----- |
| Liverpool · Uruguay     | 1.ª           | 2017          | 1     | 0     | —                | —                | —                     | —                     | 1     | 0     |
| Liverpool · Uruguay     | 1.ª           | 2018          | 14    | 0     | —                | —                | —                     | —                     | 14    | 0     |
| Liverpool · Uruguay     | 1.ª           | 2019          | 28    | 0     | —                | —                | 2                     | 0                     | 30    | 0     |
| Liverpool · Uruguay     | 1.ª           | 2020          | 23    | 1     | —                | —                | 0                     | 0                     | 23    | 1     |
| Liverpool · Uruguay     | 1.ª           | 2021          | 5     | 0     | —                | —                | 1                     | 0                     | 6     | 0     |
| Liverpool · Uruguay     | Total club    | Total club    | 71    | 1     | 0                | 0                | 3                     | 0                     | 74    | 1     |
| Sarmiento (J) Argentina | 1.ª           | 2022          | 23    | 0     | —                | —                | —                     | —                     | 23    | 0     |
| Sarmiento (J) Argentina | 1.ª           | 2023          | 8     | 0     | —                | —                | —                     | —                     | 8     | 0     |
| Sarmiento (J) Argentina | Total club    | Total club    | 31    | 0     | 0                | 0                | 0                     | 0                     | 31    | 0     |
| Total carrera           | Total carrera | Total carrera | 102   | 1     | 0                | 0                | 3                     | 0                     | 105   | 1     |

## Palmarés

### Títulos nacionales
| Título             | Club      | País    | Año  |
| ------------------ | --------- | ------- | ---- |
| Torneo Intermedio  | Liverpool | Uruguay | 2019 |
| Torneo Clausura    | Liverpool | Uruguay | 2020 |
| Supercopa Uruguaya | Liverpool | Uruguay | 2020 |